# Бономи, Беньямино
Беньями́но Боно́ми (итал. Beniamino Bonomi; 9 марта 1968, Вербания) — итальянский гребец-байдарочник, выступал за сборную Италии в конце 1980-х — середине 2000-х годов. Чемпион летних Олимпийских игр в Сиднее, трижды серебряный призёр Олимпийских игр, чемпион мира и Европы, победитель многих регат национального и международного значения. Также известен как тренер по гребле на байдарках и каноэ.

## Биография
Беньямино Бономи родился 9 марта 1968 года в коммуне Вербания провинции Вербано-Кузьо-Оссола. Активно заниматься греблей начал в раннем детстве, проходил подготовку в спортивном клубе «Группо Наутико Фьямме Гьялле».
Первого серьёзного успеха на взрослом международном уровне добился в 1988 году, когда попал в основной состав итальянской национальной сборной и благодаря череде удачных выступлений удостоился права защищать честь страны на летних Олимпийских играх в Сеуле, где в итоге занял девятое место в двойках на пятистах метрах и седьмое место в четвёрках на тысяче метрах.
В 1991 году побывал на чемпионате мира в Париже, откуда привёз награду серебряного достоинства, выигранную в одиночках на десяти километрах. Будучи одним из лидеров гребной команды Италии, благополучно прошёл квалификацию на Олимпийские игры 1992 года в Барселоне — в одиночках на дистанции 1000 метров стал пятым, немного не дотянув до призовых позиций.
На чемпионате мира 1995 года в немецком Дуйсбурге одержал победу в программе двухместных байдарок на полукилометровой дистанции. Позже прошёл отбор на Олимпиаду 1996 года в Атланте — в полукилометровой дисциплине вместе с Даниэле Скарпой удостоился серебряной награды, уступив в финале только немецкому экипажу, тогда как ещё одну серебряную олимпийскую медаль взял в одиночках на тысяче метрах. В следующем сезоне на мировом первенстве в канадском Дартмуте трижды поднимался на пьедестал почёта, добавил в послужной список три серебряные награды: в одиночках на километре, а также в двойках на двухстах и пятистах метрах. Кроме того, выступил на чемпионате Европы в болгарском Пловдиве, где стал бронзовым призёром в одиночках на тысяче метрах и чемпионом в двойках на пятистах.
В 1998 году на чемпионате мира в венгерском Сегеде Бономи получил две серебряные медали, в зачёте двухместных байдарок на пятистах метрах и в зачёте четырёхместных байдарок на двухстах метрах. Через два года отправился представлять страну на Олимпиаде в Сиднее — вместе с новым партнёром Антонио Росси занял седьмое место на дистанции 500 метров и стал чемпионом на дистанции 1000 метров. Впоследствии в возрасте тридцати шести лет отобрался на Олимпийские игры 2004 года в Афинах, где совместно с тем же Росси финишировал восьмым на пятистах метрах и взял бронзу на тысяче — лучшим на финише оказался экипаж из Швеции. Вскоре по окончании афинской Олимпиады Беньямино Бономи принял решение завершить карьеру профессионального спортсмена, уступив место в сборной молодым итальянским гребцам.
Командор ордена «За заслуги перед Итальянской Республикой» (2000). Завершив спортивную карьеру, перешёл на тренерскую работу, в частности занимал должность главного тренера женской сборной Италии по гребле на байдарках и каноэ.